# ألان غروسمان
ألان غروسمان هو سياسي كندي، ولد في 25 ديسمبر 1910 في تورونتو في كندا، وتوفي بنفس المكان في 1 سبتمبر 1991. نشط حزبياً في حزب أونتاريو المحافظ التقدمي. وقد انتخب عضو برلمان مقاطعة أونتاريو ‏.